# Йоноселективно-електродні методи аналізу вод
Йоноселективно-електродні методи аналізу вод (рос. ионоселективно-электродные методы анализа вод, англ. ionicselective-electrode methods analysis of waters, нім. ionoselektive Elektroden-Wasseranalyseverfahren n) – базуються на явищі вибіркової реакції мембранних електродів, виготовлених із спеціальних (для даного елемента) речовин. Після занурення електродів у розчин, який аналізується, внаслідок руху йонів у мембрані виникає потенціал, якісна характеристика якого залежить від концентрації йона, який визначається. 